# رأس ابروق
رأس ابروق (به عربی: رأس أبروق) یک منطقهٔ مسکونی در قطر است که در شهرداری الشحانیه واقع شده‌است. رأس ابروق ۳۰٫۱ کیلومتر مربع مساحت دارد.